# Franz Reuleaux
Franz Reuleaux (30 de setembro de 1829 — 20 de agosto de 1905) foi um engenheiro mecânico alemão e professor da Academia Real Técnica de Berlim, onde também foi reitor. Muitas vezes chamado de pai da cinemática, Reuleaux também contribuiu em importantes áreas da ciência.

## Biografia
Franz Reuleaux nasceu em Eschweiler, na Alemanha (na época parte da Prússia). Seu pai e seu avô eram ambos fabricantes de máquinas. Sua formação técnica se iniciou na Escola Politécnica da Universidade de Karlsruhe. Em seguida, estudou nas universidades de Berlim e Bonn.
Depois de passar um tempo na empresa da família, tornou-se professor do Instituto Federal Suíço em Zurique. Finalmente, em 1879, tornou-se reitor da Academia Real Técnica de Berlim, então um reconhecido instituto técnico, com cerca de 300 professores. Ele se tornou bastante conhecido como engenheiro-cientista, professor e consultor industrial, reformador da educação e líder da elite técnica da Alemanha.
Em 1876, Reuleaux foi nomeado o presidente do painel de juízes alemães para a Sexta Feira Industrial Mundial da Philadelphia, realizada em 10 de maio daquele ano. Ele admitiu que os produtos alemães realizaram eram inferiores aos de outros países, baratos e de má qualidade. Este comentário teve ampla repercussão na imprensa.
Reuleaux serviu em vários júris e comissões internacionais e se envolveu profundamente na elaboração do sistema de [patente] alemão.

Em 1882 tornou-se membro da Academia Real das Ciências da Suécia.

O Triângulo de Reuleaux rotacionando dentro de um quadrado

## Cinemática
Reuleaux acreditava que as máquinas poderiam ser entendidas como cadeias de ligações elementares chamadas par cinemáticos. A sequência de movimentos de pares produziria uma cadeia cinemática, desenvolvendo uma simbologia simplificada para descrever a topologia de uma ampla variedade de mecanismos. À custa do governo alemão, dirigiu o projeto e fabricação de mais de 300 modelos de mecanismos simples.
Atualmente, ele é mais lembrado pelo Triângulo de Reuleaux, elemento mecânico em formato de triângulo com curva de largura constante que ele ajudou a desenvolver como uma forma mecânica útil.

O Triângulo de Reuleaux é uma curva de largura constante e com base em um triângulo equilátero. Todos os pontos de um lado estão equidistantes do vértice oposto.

## Obras
- Kinematics of Machinery (1875). ebook
- The Constructor (1861) ebook
- Kurzgefasste Geschichte der Dampfmaschine (1891)
- Thomassche Rechenmaschine (2d ed. 1892)